# Makoto (ドラムンベース)
Makoto(マコト、1977年 - )は、日本のドラムンベースDJ / 作曲家である。

## 来歴
父親の影響でクラシック音楽を幼少期より聴いていたが、中学生の頃に坂本龍一の影響を受け、ジャズ・ソウルなどのブラック・ミュージック、クラブ・ミュージックに傾倒する。1995年、日本大学第一高等学校卒業、日本大学藝術学部に進学すると、当時シーン全盛といえる時期であったドラムンベースに出会い、LTJ Bukemのアルバム「Logical Progression」や、Goldie の「Inner City Life」に影響を受け、1998年頃より自身もドラムンベースの楽曲を製作するようになる。
イギリスのドラムンベース・アーティストである LTJ Bukem に、才能を見出され、彼のミックス CD に参加したり、数々のリミックスワークの製作を手がける。
2003年、LTJ Bukem のレーベルである Good Looking Records より1stアルバム「Human Elements」がリリースされる。同年には自身初となるワールド ツアーが行われた。
2005年、MC Conrad をフィーチャーした楽曲「Golden Girl」がイギリスのドラムンベースシーンにてヒット、CD などがリリースされていないダブ・プレートの段階で、ドラムンベースの楽曲を紹介する大手ウェブサイト「Drum & Bass Arena」のランキングで1位を記録する。
2006年、ポリフォニー・デジタルのレースゲーム、「ツーリスト・トロフィー」のオフィシャルサウンドトラックをThe SunPauloと共に手がける。
2007年、2nd アルバムとなる「Believe In My Soul」をリリース。
2009年、自身のレーベル「Human Elements」を立ち上げ、同時に配信専用のレーベル「HE:Digital」を設立。Heavy1 や Velocity 等も HE:Digital に所属する。
2010年、「ツーリスト・トロフィー」と同じくポリフォニー・デジタル開発のレースゲーム「グランツーリスモ5」に楽曲を提供した。
2011年、東日本大震災の発生を受け、チャリティーコンピレーション・アルバム「Something We Can Do」を、震災発生から2週間という短期間で HE:Digital よりリリース。全曲が未発表の新曲でコンパイルされた同アルバムには、DJ Marky, S.P.Y., Sonic… 国内外の多くのアーティストが参加した。同アルバムの売上金の全額と、同アルバムのリリースパーティーをチャリティーパーティーとして開催した売上金の全額、683,746円を日本赤十字社に寄付している。
同年3月3日、日本国内限定で自身初のベストアルバム「This Is How I Do」がリリースされた。10月には 3rd アルバム「Souled Out」が CD とiTunes Storeでリリース (現在ダウンロード盤は iTunes Store からリジェクトされている)。今作ではハウス色の強いドラムンベースが多く収録され、ドラムンベースの新たな可能性を提示した。
2012年、2月に Motion Blue YOKOHAMA で行われた8人編成のフルバンドでのライブを収録した「Live @ Motion Blue Yokohama」を同年9月にリリース。
2013年6月には「Souled Out」三部作の完結となる「Souled Out Remixed」をリリース。
2014年、フリーダウンロード曲として発表された Pharrell Williams - Happy (Makoto 170 Edit) は、20万回を超える異例の再生回数とそれに比例したダウンロード数となった。
2017年9月にドラムンベースの名門レーベルHospital Recordsよりアルバム「Salvation」をリリース。
2018年拠点をロンドンに移す。ヨーロッパを中心に世界中で勢力的にギグをこなす。
2019年9月にHospital Recordsよりアルバム「Tomodachi Sessions」をリリース。
レジデント DJ として、自身が主催するパーティー「Human Elements」を Zero (東京/青山) で開催している。
同パーティーには、HE:Digital のレーベルアーティストでもある Velocity もレジデントアーティストとして参加。
また同パーティーのアートワークは、HE:Digital をはじめ Makoto の様々なアートワークを手掛ける、アートディレクター HIROSATO SAKUMA が担当。

## ディスコグラフィー

### アルバム
- 2003 : Human Elements
- 2007 : Believe In My Soul
- 2011 : This Is How I Do (Japan Release Only)
- 2011 : Souled Out
- 2012 : Makoto Live @ Motion Blue Yokohama (Japan Release Only)
- 2013 : Souled Out Remixed
- 2017 : Salvation
- 2019 : Tomodachi Sessions

### コンピレーション
- 2000 : LTJ Bukem Featuring MC Conrad & DRS / Makoto Progression Sessions 5
- 2010 : HE:Possibilities (HE:Digital)
- 2011 : Something We Can Do

### シングル
- 1998 : Down Angel / EchoVox (Positive Machine Soul Mix)
- 1998 : Wave / Jupiters Field (12")
- 1999 : Enterprise / Sweet Changes
- 1999 : Far East / Butterfly
- 2000 : Situations EP
- 2000 : Situations EP
- 2001 : 石野卓球 Feat. 七尾旅人* / Makoto Feat. Lori Fine  ラストシーン / You're Divine (Edit) (12")
- 2001 : Cascade (4) / JLaze / Makoto  Mysteries / Trapezoid / Blackberry Jam / Voices (2x12")
- 2001 : You're Divine (12")
- 2001 : Blackberry Jam / Voices (12")
- 2002 : Musical Message EP
- 2003 : My Soul
- 2003 : Time 2003
- 2004 : Laroque / Makoto  Sublime Intervention / What To Do (12", Single, Promo)
- 2004 : Joy EP  Plate 1
- 2005 : MC Conrad & Makoto  Golden Girl
- 2007 : Sonic & Makoto  Tearing Soul / Lovesong
- 2007 : Greg Packer & Makoto  Pleasure / Science Fiction
- 2007 : Makoto & Specialist (4)  Pachinko / A Different Story
- 2007 : Hurinkazan (12")
- 2007 : Eastern Dub Pt.2 (12")
- 2008 : Zinc* & Makoto / Makoto & Deeizm  Fade Away / Monotonik
- 2009 : Makato* / Greg Packer & Muller  Music In Me (Greg Packer Remix) / Kat Magnit
- 2009 : Nik Weston Presents Makoto & Kez Ym Featuring Takumi Kaneko From Cro Magnon*  Chameleon (12", Ltd, 180)
- 2009 : A Sides* & Makoto  Spacetrain / The Final Fugutive (12")
- 2009 : Sentimental Moods / And I Love Her (12")
- 2011 : Tower Of Love / Keep Me Down (12")
- 2011 : DJ Marky & Makoto / Makoto  Aquarius / Good Old Days (12")
- 2012 : Different Rhythm / What Do You Want
- 2012 : Another Generation EP
- 2013 : MAKOTO & Greg Packer - We Live
- 2013 : Souled Out Remixed vinyl album sampler (12") - A. Makoto - Girl I’m Running Back 2 U feat. Christian Urich (Random Movement Remix) / AA. Makoto - Woe feat. Deeizm (Lenzman Remix)